# Rue de Normandie
La rue de Normandie est une rue du 3e arrondissement de Paris.

## Situation et accès
Ce site est desservi par les stations de métro Saint-Sébastien - Froissart et Filles du Calvaire.

## Origine du nom

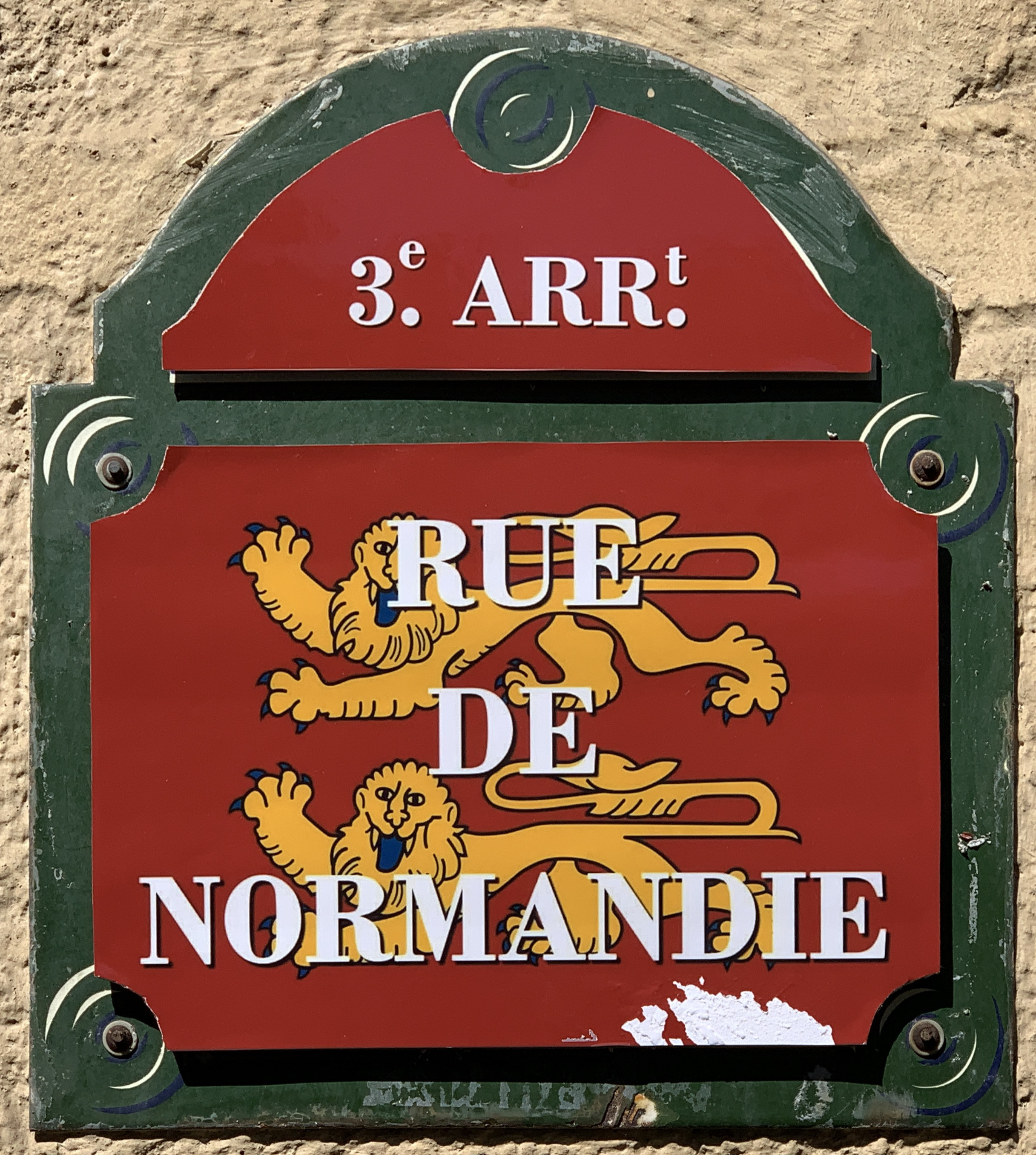
Plaque de la rue avec le drapeau de la région.

Le roi Henri IV avait formé le projet de faire bâtir dans le quartier du Marais une grande place qui serait nommée « place de France », sur laquelle devaient aboutir plusieurs rues portant chacune le nom d'une province. C'est ainsi que cette rue porte le nom de la province de Normandie.

## Historique
Elle a été ouverte en 1696 jusqu'à la rue de Périgueux (rue Debelleyme), puis prolongée en 1701 jusqu'à la rue Vieille-du-Temple, mais cette section fut réunie à la rue de Turenne en 1830. Dans les années 1980, la rue de Normandie aboutissait à la rue de Turenne qui s'élargissait après avoir coupé la rue Debelleyme. 
Une place piétonne a été créée au bout des rues de Turenne et Normandie avec la statue du jeune Turenne au milieu (on lui vola son épée dans les années 2000). Signée Benoît Lucien Hercule, elle rend hommage au vicomte de Turenne Henri de La Tour d'Auvergne (1611-1675), qui combattit à proximité lors de la Fronde et vécut non loin, dans un hôtel particulier de la future rue de Turenne.

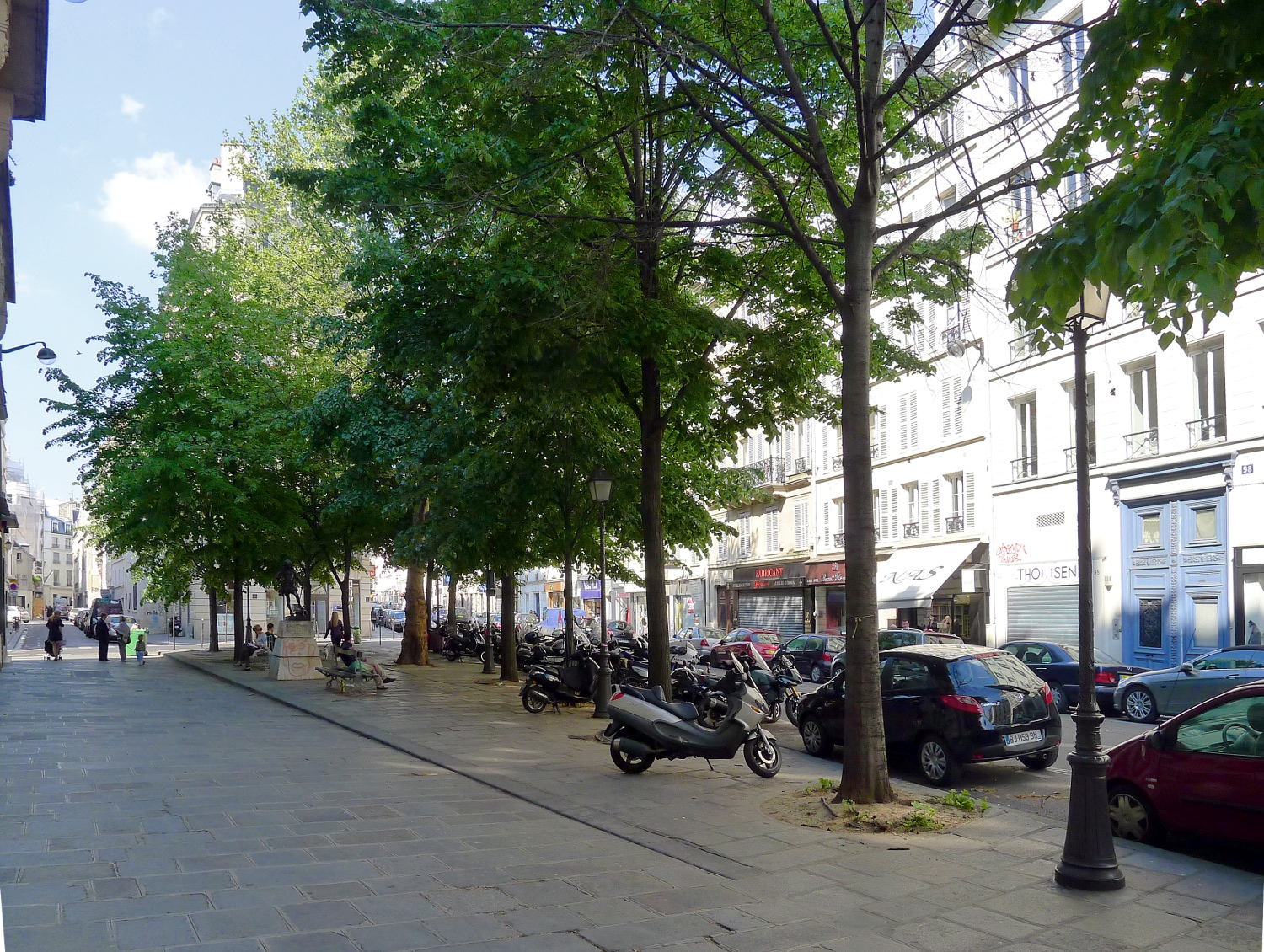
Place piétonne au bout des rues de Turenne et Normandie.
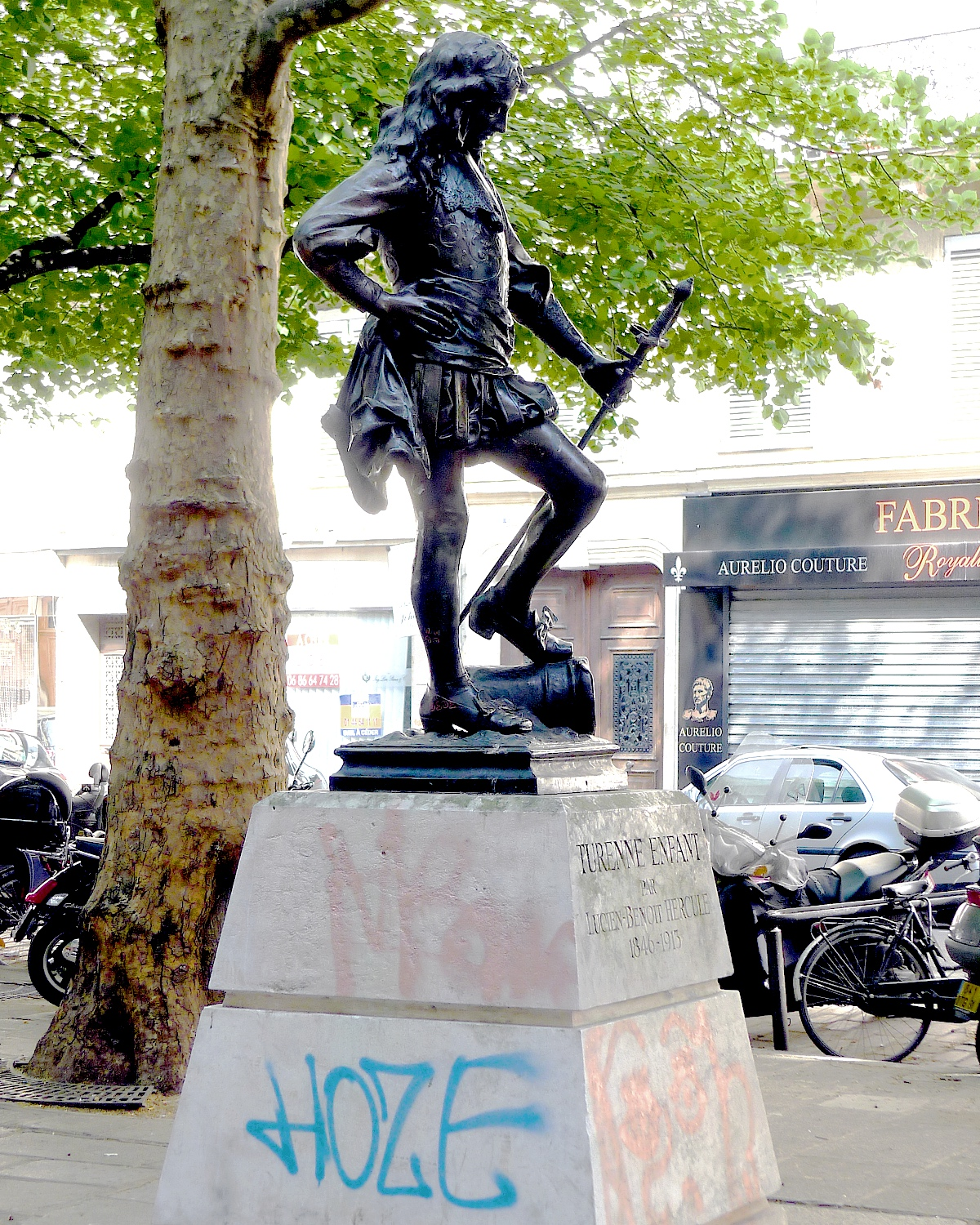
Benoît Lucien Hercule, Turenne enfant.
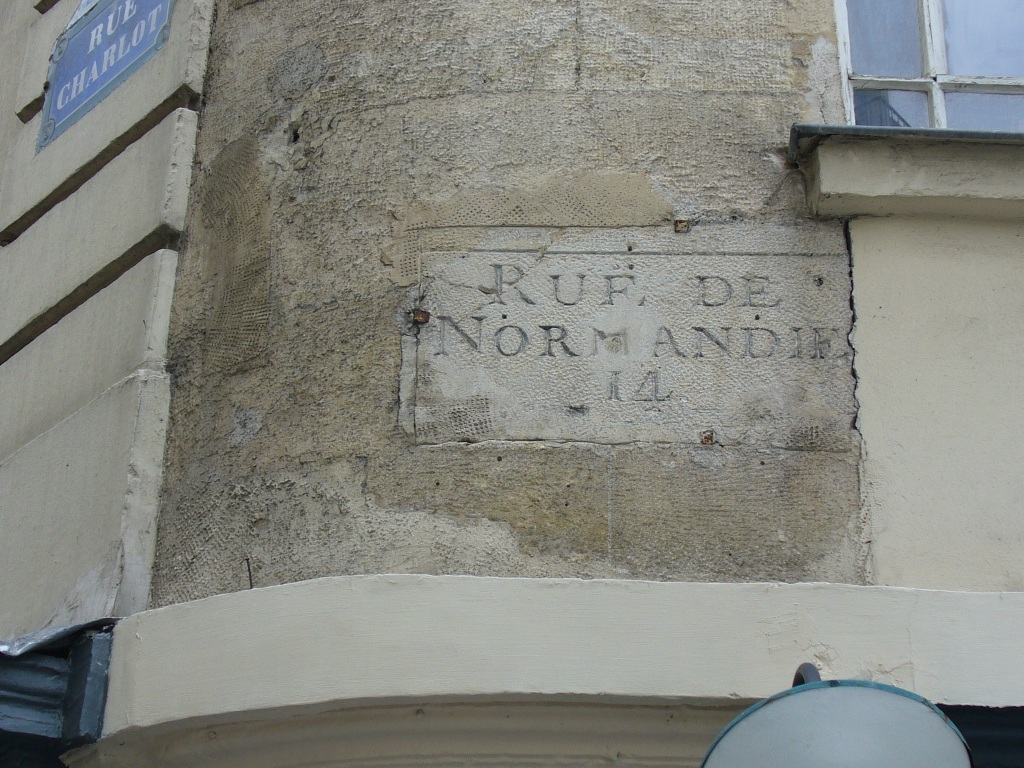
Ancienne plaque de rue.

## Bâtiments remarquables et lieux de mémoire

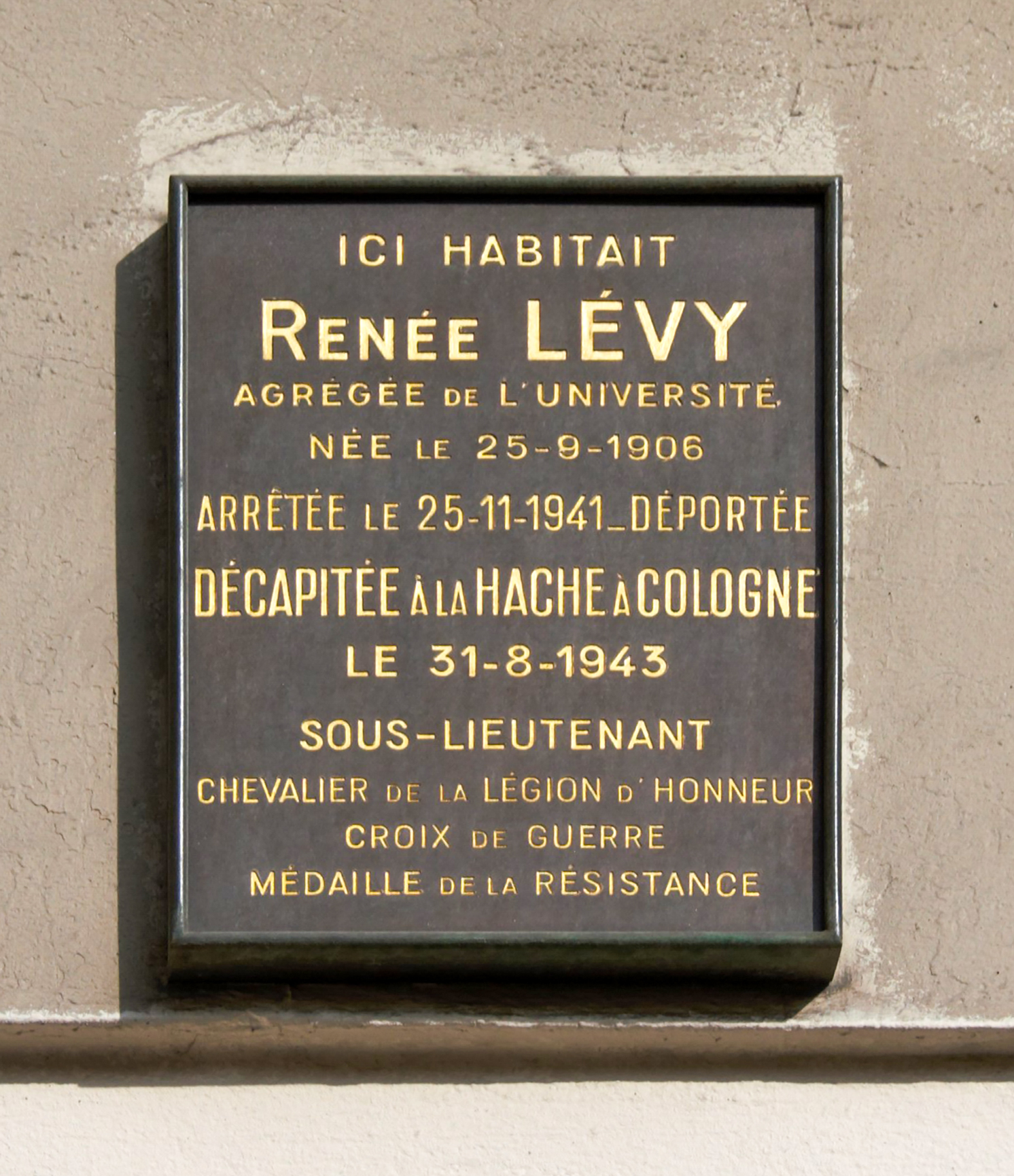
Plaque commémorative.

- No 6 : la résistante Renée Lévy (1906-1943) y vécut ; une plaque commémorative lui rend hommage[2].

### En littérature
Honoré de Balzac, dans son roman Le Cousin Pons, décrit la rue des années 1840 du XIXe siècle comme suit :

« La rue de Normandie est une de ces rues au milieu desquelles on peut se croire en province : l’herbe y fleurit, un passant y fait événement, et tout le monde s’y connaît. Les maisons datent de l’époque où, sous Henri IV, on entreprit un quartier dont chaque rue portât le nom d’une province, et au centre duquel devait se trouver une belle place dédiée à la France. »

« La rue de Normandie est une de ces vieilles rues à chaussée fendue, où la ville de Paris n’a pas encore mis de bornes-fontaines, et dont le ruisseau noir roule péniblement les eaux ménagères de toutes les maisons, qui s’infiltrent sous les pavés et y produisent cette boue particulière à la ville de Paris. »

## Sources
- Napoléon Chaix, Paris guide, 1807, Librairie internationale.
- Jacques Hillairet, Dictionnaire historique des rues de Paris, Paris, Les Éditions de minuit, 1972, 1985, 1991, 1997, etc. (1re éd. 1960), 1 476 p., 2 vol.  [détail des éditions] (ISBN 2-7073-1054-9, OCLC 466966117).